# Elio Steiner
Pour les articles homonymes, voir Elio (homonymie).
Elio Steiner, né à Stra le 9 mars 1905 et mort à Rome le 6 décembre 1965, est un acteur italien. 
Il est apparu dans une quarantaine de films au cours de sa carrière, dont La canzone dell'amore (1930), première italienne du film sonore.

## Filmographie partielle
- 1930 : La canzone dell'amore de  Gennaro Righelli
- 1931 : La stella del cinema de Mario Almirante
- 1931 : Corte d'Assise de Guido Brignone
- 1932 : Pergolesi de Guido Brignone
- 1940 : Don Pasquale de  Camillo Mastrocinque
- 1942 : Giarabub de Goffredo Alessandrini
- 1947 : Tombolo, paradis noir de  Giorgio Ferroni
- 1948 : La città dolente de Mario Bonnard
- 1948 : Harem nazi (Accidenti alla guerra!...) de Giorgio Simonelli
- 1953 : La Dame sans camélias (La signora senza camelie) de  Michelangelo Antonioni